# Aerobryopsis crispifolia
Aerobryopsis crispifolia là một loài Rêu trong họ Meteoriaceae. Loài này được (Broth. & Geh.) M. Menzel miêu tả khoa học đầu tiên năm 1992.